# Apodasmia (plant)
Apodasmia is een geslacht uit de familie Restionaceae. De soorten komen voor in Zuidoost-Australië, Nieuw-Zeeland en Zuid-Chili.

## Soorten
- Apodasmia brownii (Hook.f.) B.G.Briggs & L.A.S.Johnson
- Apodasmia ceramophila B.G.Briggs & L.A.S.Johnson
- Apodasmia chilensis (Gay) B.G.Briggs & L.A.S.Johnson
- Apodasmia similis (Edgar) B.G.Briggs & L.A.S.Johnson